# مارگریت مارش
مارگریت مارش (انگلیسی: Marguerite Marsh؛ ۱۸ آوریل ۱۸۸۸ – ۸ دسامبر ۱۹۲۵) بازیگر اهل ایالات متحده آمریکا بود. 
از فیلم‌های او می‌توان به بانگی از ژرفنا اشاره کرد.